# At-Tulul
At-Tulul (arab. التلول) – miejscowość w Syrii, w muhafazie Idlib. W 2004 roku liczyła 1703 mieszkańców.